# وین وارمن
وین وارمن (به انگلیسی: Wayne Wahrman) یک تدوینگر فیلم است.  او در زمینه تدوین بیش از سه دهه سابقه حضور در سینما دارد.

## فیلم‌شناسی به عنوان تدوین‌گر
- بینایی تونل (۱۹۷۶)
- برگشتن (۱۹۸۴)
- کیک‌بوکسر (۱۹۸۹)
- سلاح بی‌نقص (۱۹۹۱)
- شوالیه خیابان‌ها (۱۹۹۳)
- جستجو برای بابی فیشر (۱۹۹۳)
- قدرت رنجرز مورفین (۱۹۹۵)
- ۲ روز در دره (۱۹۹۶)
- یک اقدام مدنی (۱۹۹۸)
- یو-۵۷۱ (۲۰۰۰)
- فرشتگان چارلی (۲۰۰۰)
- ماشین زمان (۲۰۰۲)
- فرشتگان چارلی (۲۰۰۳)
- کنستانتین (۲۰۰۵)
- همه مردان شاه (۲۰۰۶)
- من افسانه هستم (۲۰۰۷)
- روزی که دنیا از حرکت ایستاد (۲۰۰۸)